# Karl-Josef Neukirchen
Karl-Josef (Kajo) Neukirchen (* 17. März 1942 in Bonn; † 26. Dezember 2020) war ein deutscher Manager.

## Leben
Nach Besuch der Volks- und Handelsschule absolvierte Neukirchen zunächst eine kaufmännische Ausbildung, bevor er auf dem zweiten Bildungsweg die Hochschulreife erlangte. In Bonn studierte Neukirchen ab 1964 Physik und Volkswirtschaft. 1973 promovierte er zum Dr. rer. pol. (sein Thema: Operations-Research und Entscheidungstheorie). Nach Tätigkeiten als Assistent in verschiedenen rheinischen Industrieunternehmen von Philips wurde er im Jahr 1977 CEO der Felten & Guilleaume Kabelwerke, einer Tochtergesellschaft von Philips. 1981 wurde er in die Geschäftsführung der SKF GmbH in Schweinfurt berufen. Im Anschluss daran wurde er dort Vorsitzender. 1987 wurde er zum Vorstandsvorsitzenden der damals verlustreichen Klöckner-Humboldt-Deutz AG (KHD), heute Deutz AG in Köln, berufen. Mit einer tiefgreifenden Restrukturierung bewahrte er das Unternehmen vor der drohenden Insolvenz.
Die Deutsche Bank, speziell das damalige Vorstandsmitglied Ronaldo Schmitz, beriefen Neukirchen später als Krisenmanager für angeschlagene Unternehmen. So 1991 als Vorstandsvorsitzender bei der Hoesch AG bis zur Fusion mit Krupp und 1993 bei der Metallgesellschaft (MG). Sein Vertrag als Vorstandsvorsitzender wurde im Jahr 2002, auf Betreiben des größten Einzelaktionärs Otto Happel, nicht verlängert.
Neukirchen war Gesellschafter der Kajo Neukirchen GmbH (spezialisiert auf den Erwerb von mittelständischen Familienunternehmen und Konzernabspaltungen), Vorstand der Ingrid-zu-Solms-Stiftung (Stiftung zur Förderung weiblicher geistiger Eliten) sowie Vorstand der Deutschen Lungenstiftung (Stiftung zur Verbesserung der Situation von Patienten mit Lungenkrankheiten).
Er starb Ende 2020 an den Folgen einer COVID-19-Erkrankung.